# Elroy Gelant
Elroy Gelant, född 25 augusti 1986, är en sydafrikansk medel- och långdistanslöpare.
Gelant tävlade för Sydafrika vid olympiska sommarspelen 2016 i Rio de Janeiro, där han slutade på 13:e plats på 5 000 meter.